# بخش مرکزی شهرستان پیشوا
بخش مرکزی شهرستان پیشوا یکی از بخش‌های شهرستان پیشوا در استان تهران ایران است.

## جمعیت
بنابر سرشماری مرکز آمار ایران، جمعیت بخش مرکزی شهرستان پیشوا در سال ۱۳۹۰ برابر با ۶۱۵۴۵ نفر بوده است.